# Polycoccum pulvinatum
Polycoccum pulvinatum is een korstmosparasiet behorend tot het de familie Polycoccaceae. Het leeft parasiteert op korstmossen van het geslacht Physcia. Het komt vooral voor op het stoeprandvingermos (Physcia caesia). 

## Determinatie
Het veroorzaakt een lichte vervorming, het verbleken van de geparasiteerde gastheerlobben en talrijke verspreide kleine zwarte puntjes in dit gedeelte. De peritheciën zijn urnvormig, ondergedompeld in het thallus van de gastheer, alleen zichtbaar als kleine zwarte puntjes. Ze hebben een diameter van 0,1–0,2 mm.
De ascosporen hebben een zwartbruine kleur, zijn enkelvoudig gesepteerd en hebben een sporenmaat van 18–21 × 7,5–8,5 µm.

## Verspreiding
Polycoccum pulvinatum komt voor in Europa en minder vaak in Noord- en Zuid-Amerika. In Nederland komt het zeldzaam voor.